# Xiuwen (köping i Kina, Shanxi)
Xiuwen (kinesiska: 修文, 修文镇) är en köping i Kina. Den ligger i provinsen Shanxi, i den norra delen av landet, omkring 32 kilometer sydost om provinshuvudstaden Taiyuan. Antalet invånare är 29 183. Befolkningen består av 14 224 kvinnor och 14 959 män. Barn under 15 år utgör 16,0 %, vuxna 15-64 år 74 %, och äldre över 65 år 8,0 %.
Genomsnittlig årsnederbörd är 630 millimeter. Den regnigaste månaden är juli, med i genomsnitt 205 mm nederbörd, och den torraste är december, med 3 mm nederbörd.